# Effetti del cambiamento climatico sugli oceani

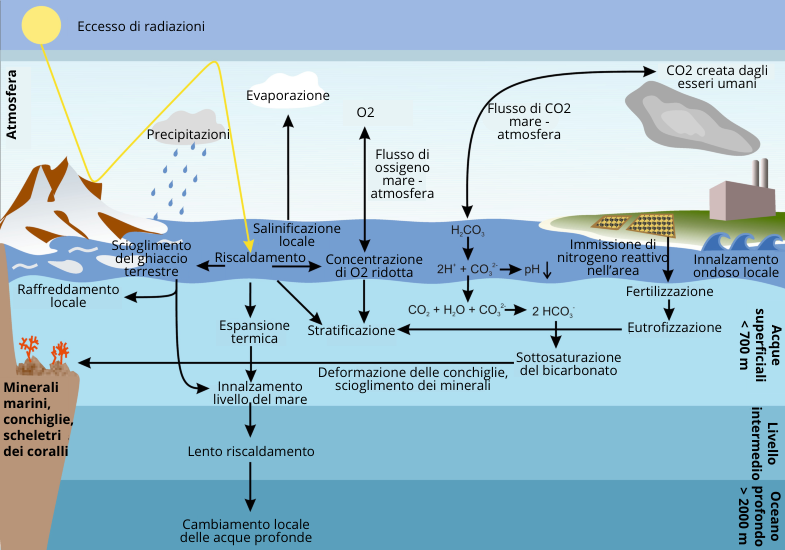

Uno dei principali effetti dei cambiamenti climatici sugli oceani è l’aumento della temperatura delle acque, direttamente collegata al riscaldamento globale. L’aumento della temperatura contribuisce all’innalzamento del livello del mare. Altri effetti includono l’acidificazione degli oceani, il declino del ghiaccio marino, l’aumento della stratificazione degli oceani e la riduzione dei livelli di ossigeno. Un altro effetto importante sono i cambiamenti nelle correnti oceaniche, compreso un indebolimento della circolazione di ribaltamento meridionale dell’Atlantico.
Tutti questi cambiamenti hanno effetti a catena che disturbano gli ecosistemi marini. La causa principale di questi cambiamenti è il cambiamento climatico dovuto alle emissioni umane di gas serra, ad esempio anidride carbonica e metano. Ciò porta al riscaldamento degli oceani, perché l’oceano assorbe la maggior parte del calore aggiuntivo nel sistema climatico. L’oceano assorbe parte dell’anidride carbonica in eccesso presente nell’atmosfera. Ciò fa sì che il valore del pH dell'oceano diminuisca. Gli scienziati stimano che l’oceano assorba circa il 25% di tutte le emissioni di CO2 causate dall’uomo.. L'idea che oceano funga da importante serbatoio per la CO2 di origine antropica è stata discussa nella letteratura scientifica almeno dalla fine degli anni '50 del ventesimo secolo.

Le temperature della superficie terrestre sono aumentate più rapidamente delle temperature oceaniche poiché l’oceano assorbe circa il 92% del calore in eccesso generato dai cambiamenti climatici. Data della NASA che mostrano come le temperature dell’aria superficiale terrestre e marina sono cambiate rispetto a un riferimento preindustriale.

La stratificazione della temperatura dell'oceano è la differenza di temperatura tra i vari strati dell'oceano, che aumenta man mano che la superficie dell'oceano si riscalda a causa dell'aumento della temperatura dell'aria. Il declino del mescolamento degli strati oceanici stabilizza l'acqua calda vicino alla superficie e riduce ala circolazione dell'acqua fredda e profonda. La ridotta miscelazione verticale rende più difficile per l’oceano assorbire il calore, e di conseguenza una quota maggiore del riscaldamento futuro andrà nell’atmosfera e nel territorio. Un risultato è un aumento della quantità di energia disponibile per i cicloni tropicali e altre tempeste. Un altro risultato è una diminuzione dei nutrienti per i pesci negli strati superiori dell’oceano. Questi cambiamenti riducono anche la capacità dell’oceano di immagazzinare carbonio. Allo stesso tempo aumentano i contrasti di salinità: le aree salate stanno diventando sempre più salate e le aree più fresche sempre meno salate.